# Émile Rummelhardt
Émile Rummelhardt (Mulhouse, 1914. január 12. – Mérignac, 1978. január 15.) francia labdarúgóhátvéd, edző.

## Pályafutása

### Játékosként
A Troyes, a Mulhouse és a Bordeaux labdarúgója volt.

### Edzőként
1947–1951 között a Le Mans, 1951–52-ben a Gien, 1952–1955 között a Metz, 1955–1958 között a Mulhouse, 1958–59-ben a Forbach, 1959–1962 között ismét a Mulhouse, 1962–1967 között a Cherbourg, 1967–68-ban a Reims, 1969–1971 között Lorient, 1972–1974 között a Caen vezetőedzője volt.

## Sikerei, díjai
Bordeaux
- Francia kupa (Coupe de France)
  - győztes: 1941